# Iowa Energy 2013-2014
La stagione 2013-14 degli Iowa Energy fu la 7ª nella NBA D-League per la franchigia.
Gli Iowa Energy arrivarono secondi nella Central Division con un record di 31-19. Nei play-off persero i quarti di finale con i Rio Grande Valley Vipers (2-1).

## Roster
| N° | Naz.                   | Ruolo | Sportivo            | Anno | Alt. | Peso |
| -- | ---------------------- | ----- | ------------------- | ---- | ---- | ---- |
| 6  | Stati Uniti (bandiera) | G     | Kalin Lucas         | 1989 | 185  | 88   |
| 9  | Stati Uniti (bandiera) | G     | Marquis Teague      | 1993 | 188  | 86   |
| 10 | Stati Uniti (bandiera) | G     | Curtis Stinson      | 1983 | 191  | 88   |
| 12 | Stati Uniti (bandiera) | GA    | Othyus Jeffers      | 1985 | 196  | 91   |
| 15 | Stati Uniti (bandiera) | G     | Chris Allen         | 1988 | 191  | 93   |
| 17 | Stati Uniti (bandiera) | GA    | Moses Ehambe        | 1986 | 198  | 98   |
| 18 | Porto Rico (bandiera)  | A     | Carlos Emory        | 1991 | 196  | 93   |
| 18 | Stati Uniti (bandiera) | GA    | Glen Rice           | 1991 | 198  | 93   |
| 19 | Stati Uniti (bandiera) | G     | Patrick Christopher | 1988 | 196  | 95   |
| 21 | Stati Uniti (bandiera) | A     | Esian Henderson     | 1985 | 206  | 95   |
| 21 | Stati Uniti (bandiera) | A     | Shabazz Muhammad    | 1992 | 198  | 101  |
| 22 | Stati Uniti (bandiera) | G     | Austin Freeman      | 1989 | 191  | 103  |
| 23 | Stati Uniti (bandiera) | A     | Larry Owens         | 1983 | 201  | 95   |
| 24 | Stati Uniti (bandiera) | A     | Augustus Gilchrist  | 1989 | 211  | 109  |
| 32 | Stati Uniti (bandiera) | A     | Jarvis Varnado      | 1988 | 206  | 104  |
| 33 | Stati Uniti (bandiera) | AC    | Josh Boone          | 1984 | 208  | 108  |
| 33 | Stati Uniti (bandiera) | C     | Ben Strong          | 1986 | 211  | 100  |
| 34 | Stati Uniti (bandiera) | A     | Reginald Buckner    | 1991 | 206  | 107  |
| 34 | Stati Uniti (bandiera) | A     | Jackie Carmichael   | 1990 | 206  | 109  |
| 50 | Stati Uniti (bandiera) | A     | Eric Wise           | 1990 | 198  | 109  |

## Staff tecnico
- Allenatore: Nate Bjorkgren
- Vice-allenatori: Tyler Marsh, Dean Martin, Bruce Wilson
- Preparatore atletico: Keith Walton